# My Baby Does Me
My Baby Does Me es la novena canción del disco The Miracle realizado en 1989 por la banda de Rock inglesa Queen, esta canción es otra colaboración entre Freddie Mercury y John Deacon. ambos quisieron hacer una canción más simple como para darle más soltura al disco.
- Datos: Q6034987